# Чаша із празема (Мізероні)
«Чаша із празема» (нім. Deckelschale) — чаша роботи італійського ювеліра Гаспаро Мізероні (1518—1573). Створена між 1565 та 1570 роками у Мілані. Зберігається у Кунсткамері у Музеї історії мистецтв, Відень (інвент. номер КК 2014).
Посудина, вирізана із рідкісного великого шматка празему (зеленого кварцу), виділяється контрастом між насиченою темною зеленню каменю і золотом обрамлення, пожвавленим строкатою емаллю, переливами перлів на кришці і чорними жіночими бюстами на оніксових камеях на ручці кришки. Незвичний ефект також створюють дві істоти — напівдракони, напівжінки, що утворюють ручки посудини. Завдяки своєрідній формі та багатому забарвленню вони різко контрастують із гладкими, але широкими стінками посудини. 
Чаша вперше згадується у 1607/1611 році в описі колекції імператора Рудольфа II (1552—1612).